# 640 Brambilla
640 Brambilla è un asteroide della fascia principale del diametro medio di circa 80,79 km. Scoperto nel 1907, presenta un'orbita caratterizzata da un semiasse maggiore pari a 3,1592662 UA e da un'eccentricità di 0,0814918, inclinata di 13,38886° rispetto all'eclittica.
Il suo nome fa riferimento al racconto Principessa Brambilla dello scrittore e compositore tedesco Ernst Theodor Amadeus Hoffmann.